# Uliu păsărar

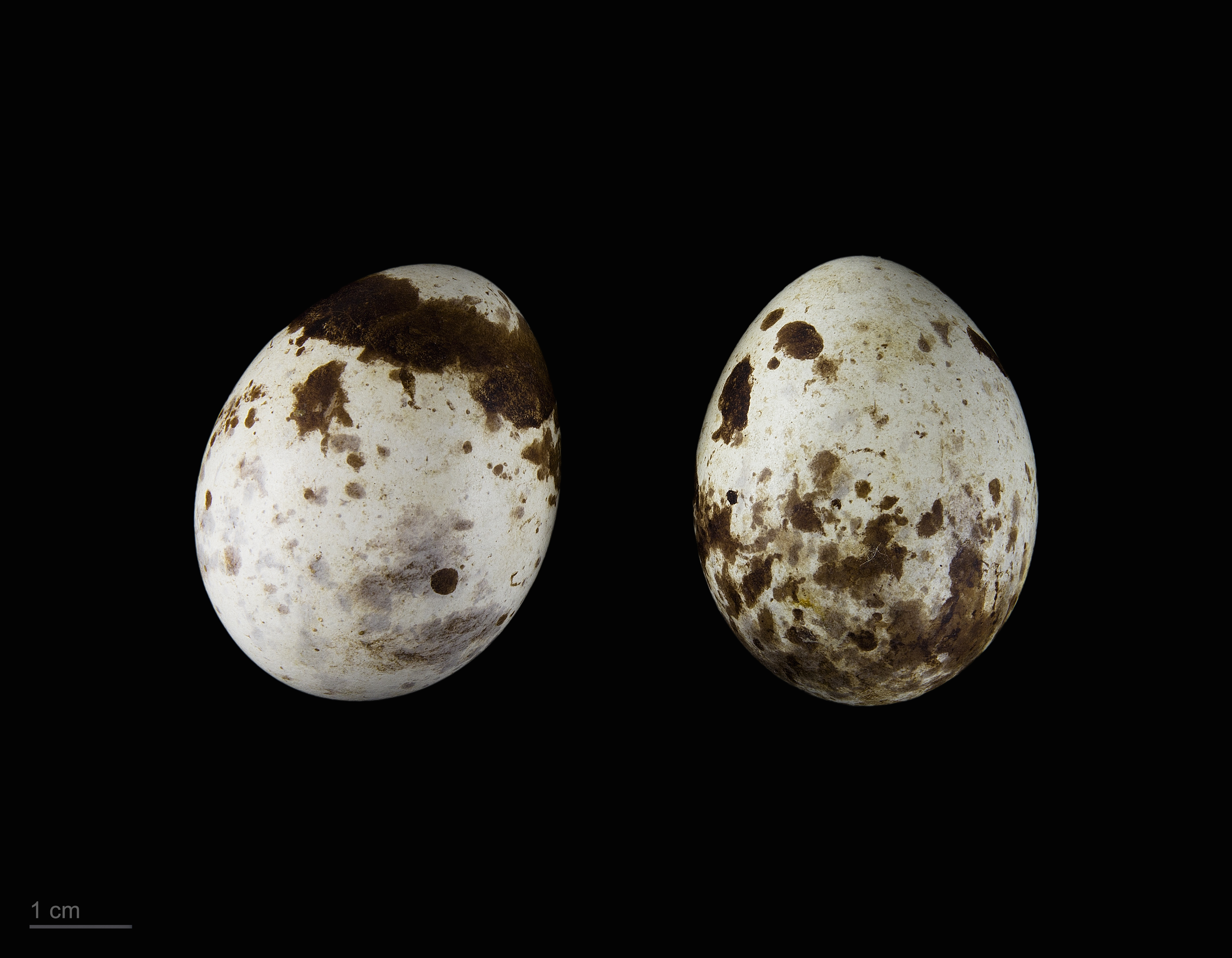
Accipiter nisus punicus - MHNT

Uliul păsărar (Accipiter nisus) (denumit și uliu mic, uliul păsărilor, uliu păsăresc, uliu păsărar, uliu păsăratic, uliul vrăbiilor, regional și uli de păsări, uli de pasăre, uli de hulubi, uli vrăbier) este o pasăre răpitoare de zi din familia Accipitridae, de talie mică (între guguștiuc și porumbel) care trăiește în pădurile de deal și munte, sau mai joase din Europa, Asia și nord-vestul Africii. Populațiile din nordul Eurasiei sunt migratoare, cele din centrul Eurasiei sunt parțial migratoare, iar populațiile din sudul Europei sunt sedentare. Păsările migrează toamna spre locurile de iernare din sudul Europei, Africa, Orientul Mijlociu și sudul Asiei.
Femela este mult mai mare decât masculul. Lungimea corpului este de 28-38 cm, iar greutatea de 185-342 g pentru femelă și 110-196 g pentru mascul. Anvergura aripilor de 58-80 cm.  Ciocul este negricios, iar picioarele galbene cu gheare negre. Masculul are spatele cenușiu închis, cu excepția unei zone mici de culoare albicioasă pe ceafă și deasupra ochilor. Gâtul albicios este acoperit cu dungi longitudinale brune subțiri. Partea inferioară este albă cu dungi brun-roșcate transversale. În zbor, coada lunga este brăzdată de benzi transversale rare cenușii și brune închise, cu o bandă terminală mai lată. Femela are spatele cafeniu, iar partea inferioară este albă cu dungi transversale cafenii.
Cuibul este plat, construit cu precădere de femele din crengi uscate intercalate și căptușit cu ramuri verzi. Cuibul este reînnoit în fiecare an și amplasat în zona de tranziție dintre ramurile uscate și ramurile verzi, la o înălțime de 5-8 metri. Ponta cuprinde 3-6 ouă, depuse la intervale de 2-4 zile din mai până la începutul lui iunie. Ouăle de 40 x 32 mm sunt sferice, mate, alb-calcaros, punctate neregulat cu gri-violet până la maro închis, cu pete în formă de dungi; la capătul rotund câteodată sub formă de căciulă. Incubația durează 32-35 de zile pentru fiecare ou și 42 de zile pentru ponta întreagă. Clocitul începe după depunerea a 2-3 ouă și este asigurat de femelă, care este hrănită în acest timp de mascul. Are loc o singură clocire pe an. Puii sunt nidicoli, acoperiți la început cu un puf scurt, rar, alb, apoi cu un puf mai lung, brun-roșcat pe partea superioară și alb pe cea inferioară. Puii sunt hrăniți de femelă în primele 4-5 zile, cu hrana adusă de mascul. La 13 zile puii își iau hrana independent, la 28 de zile se acoperă complet cu pene, iar la 32 de zile pot zbura.
Are un zbor planat foarte rapid. Vânează ziua, prin păduri, liziere, parcuri și grădini din zonele apropiate orașelor, lovind pe neașteptate păsări mici. Se hrănește îndeosebi cu păsări mici: vrăbii, presuri, ciocârlii, grauri, sturzi, mierle etc.; femela, care este mai mare, prinde și porumbei, stăncuțe, sitari, gaițe etc. Se hrănește mai rar cu șoareci, broaște, insecte mari.
În România și Republica Moldova este o specie rară ca pasăre clocitoare, răspândită în păduri de deal și munte și foarte rar în zone cu altitudini joase. Apare mai frecvent iarna, când vine din regiunile nordice. Este întâlnit frecvent în orașe, unde vânează vrăbii și mierle ce se găsesc din abundență în aceste locuri. În România populația estimată este de 1200- 1400 de perechi .